# بول غيتي الثالث
بول غيتي الابن (بالإنجليزية: John Paul Getty III)‏ هو رائد أعمال وممثل أمريكي، ولد في 4 يوليو 1956 بمنيابولس في الولايات المتحدة، وتوفي في 5 فبراير 2011 في المملكة المتحدة بسبب مرض.

## وصلات خارجية
- بول غيتي الثالث على موقع IMDb (الإنجليزية)
- بول غيتي الثالث على موقع ألو سيني (الفرنسية)
- بول غيتي الثالث على موقع أول موفي (الإنجليزية)
- بول غيتي الثالث على موقع قاعدة بيانات الأفلام السويدية (السويدية)
- بول غيتي الثالث على موقع قاعدة بيانات الفيلم (الإنجليزية)
- بول غيتي الثالث على موقع كينوبويسك (الروسية)